# Symbol religijny

Przykłady symboli religijnych

Symbol religijny – obiekt, przedmiot, obraz, słowo lub działanie, które wyraża duchowe lub metafizyczne znaczenie w kontekście danej religii. Ma na celu ułatwienie komunikacji z sacrum, wyrażenie przekonań, wartości oraz idei, które są istotne dla jej wyznawców. Symbole religijne często mają swoje korzenie w mitach, rytuałach i tradycjach kulturowych, a ich interpretacja może się różnić w zależności od kontekstu społecznego i historycznego.

## Ewolucja znaczenia
Pierwotnie termin symbol miał charakter materialny i oznaczał przełamany w połowie przedmiot, będący znakiem rozpoznawczym dla dwóch osób (np. zawierających umowę). Z czasem nabrał znaczenia duchowego, tj. pełnił rolę znaku rozpoznawczego, oznaczającego więź pomiędzy osobami, a następnie ewoluował do formy bardziej abstrakcyjnej, wiążąc się z syntezą różnych elementów. W nowoczesnej kulturze symbol stał się środkiem wyrazu, który wywołuje określone stany emocjonalne i reprezentuje idee.
XVIII-wieczna rewaloryzacja pojęcia symbolu utrwaliła jego znaczenie jako elementu mającego zdolność przedstawiania rzeczywistości duchowej w materialnej formie. Symbol pełni funkcję wyobrażeniowego przywołania obecności jakiegoś przedmiotu lub idei, a to zjawisko jest szczególnie widoczne w religii, literaturze i sztuce. Za sprawą badań nad symbolami Williama Warnera i Manfreda Lurkera symbolizacja odnosi się do złożonych relacji między materialnym a duchowym, a symbol postrzega się współcześnie jako coś, co wyraża lub zastępuje pewne idee.

## Rola
Symbole religijne pełnią nie tylko funkcje poznawcze, ale także wpływają na wspólnoty wiernych. Nadają wyobrażeniom religijnym charakter obiektywny, wzmacniając przekazy religijne poprzez ich wpływ na emocje, wyobraźnię i świadomość wiernych. Funkcja symbolu religijnego jest ściśle związana z rytuałami, które umożliwiają wiernym doświadczenie sacrum. Nie działa w izolacji, lecz jest częścią większego systemu religijnego, który wspomaga wiernych w przeżywaniu i rozumieniu sacrum. Zanik symbolu następuje wtedy, gdy nie wywołuje on już odpowiedniego oddźwięku w zbiorowości. Symbolika religijna pełni zatem rolę nie tylko w indywidualnym doświadczeniu duchowym, ale także w życiu społecznym, będąc aktywną siłą w procesach społecznych i religijnych.

## Struktura
Struktura symbolu religijnego jest kilkuwarstwowa. Jest postrzegany jako bezpośrednio lub pośrednio ustanowiony przez Absolut, w przeciwieństwie do innych znaków, które są kształtowane przez ludzką interpretację. Według Paula Tillicha, symbol religijny odsłania fundamentalną warstwę rzeczywistości i reprezentuje wymiar „rzeczywistości ostatecznej”, co sprawia, że można go określić jako symbol świętości. Symbol religijny nie może być zrozumiany w sposób czysto dyskursywny, ponieważ zawiera element misteryjny i transcendentny. Jego prawidłowe funkcjonowanie wymaga od poznającego odpowiedniej dyspozycji i zmysłu tajemnicy, który jest kluczowy dla jego odbioru. Liturgia jest przestrzenią, w której symbol ma największe znaczenie, a jego funkcjonowanie wymaga zaangażowania wspólnoty.
Symbol religijny powinien być interpretowany w kontekście innych symboli, tworząc spójny system, który jest istotny dla zrozumienia jego znaczenia. Zyskuje moc w kontekście religijnych rytuałów, wpływając na świadomość i emocje wiernych, oraz łącząc różne aspekty rzeczywistości. Symbol religijny jest więc kluczowym elementem, który łączy różne sfery życia i umożliwia przekroczenie ograniczeń codziennej rzeczywistości.

## Integralność
Symbol religijny łączy dwie sfery: świadomość społeczną, kształtowaną przez język, tradycję i kulturę, oraz metafizyczną rzeczywistość świętego Uniwersum. Według Paula Ricœura, symbole powstają w kontekście wspólnoty doświadczeń i czerpią z niej swoją moc, jednocześnie wskazując na transcendentne wymiary rzeczywistości. Odróżniają się od metafor tym, że są głęboko zakorzenione w kosmosie, co nadaje im szczególną wartość i znaczenie. Funkcje symbolu obejmują nie tylko opisywanie rzeczywistości, ale także ukazywanie metafizycznego wymiaru egzystencji, co umożliwia wiernym dostrzeganie nowych perspektyw życia.
Zgodnie z myślą Tillicha, symbole otwierają dostęp do wymiarów rzeczywistości i duszy, ujawniając wewnętrzne głębiny człowieka. Symbole religijne, takie jak ichthys, krzyż itd., mają różne warstwy znaczeniowe, które przekraczają prostą interpretację. Ostatecznie, próby zrozumienia symbolizowanej rzeczywistości wymagają konfrontacji z tajemnicą, która wykracza poza zwykłe poznanie.

## Symbol w języku religijnym
Język religijny, jako system intersubiektywny, pozwala na wyrażanie rzeczywistości, której nie można doświadczyć zmysłami. Symbole są kluczowym elementem języka religijnego, gdyż umożliwiają tworzenie sensownego obrazu religijnego świata. Język religijny nie tylko komunikuje, ale również strukturalizuje ten świat, przekształcając doświadczenie sacrum w konkretne formy. Symbole, mity i metafory, choć mają różne funkcje, wspólnie tworzą spójny system, który pomaga wiernym interpretować rzeczywistość duchową.
Symbole religijne są narzędziami poznania i uczestniczenia w rzeczywistości sacrum, co sprawia, że pełnią rolę integralną w rytuałach religijnych. Są również ściśle związane z działaniami rytualnymi, w których zyskują pełnię swojego znaczenia. Przykładem może być liturgia, gdzie symbole te konstytuują obiektywność przedmiotu religijnego, dając wiernym możliwość doświadczenia sacrum poprzez język i rytuał.